# Византийска общност
Византийската общност е съвременна концепция, разработена от византолога Димитри Оболенски, основаваща се най-вече на културно-политическата общност на православния свят през Средновековието.
В нея съществува йерархия на държави начело с Византийската империя, в която влизат страните и народите, приели православната вяра от Константинополската патриаршия, обединени около центъра на православния свят Константинопол и около Вселенския патриарх.
След християнизирането на Българската държавата тя също започва да излъчва свои културни ценности, които се възприемат от други балкански и славянски народи, а някои дори и от културната метрополия Византия. Така в началото на 2-рото хилядолетие българите са в центъра на възникващата тогава нова културна славянско-православна подобщност, която осъществява пробив във византийската общност В този смисъл българската Плисковско-преславска култура става част от Византийската цивилизация, но част, която е периферна и дори подривна спрямо центъра. Малко след това България попада под византийска власт новата подобщност губи голяма част от значението си, а центърът на православието се връща изцяло към Константинопол.
След нашествието на османците и завладяването на Константинопол през 15 век, византийска общност губи голяма част от своето значение, а центърът на православието се измества към Русия. На мястото на византийската общност в завладените от османците земи се появява общността на рум миллета, чийто център отново е в Константинопол.